# Frédéric Simonin
Pour les articles homonymes, voir Simonin.
Frédéric Simonin, né le 31 juillet 1975 à Issy-les-Moulineaux, est un chef cuisinier étoilé de nationalité française, meilleur ouvrier de France. Il se forme dans de grands restaurants et acquiert comme chef deux étoiles Michelin chez Joël Robuchon. Il ouvre son propre restaurant en 2010 à Paris où il obtient l'année suivante une étoile Michelin.

## Biographie
Né le 31 juillet 1975, fils de militaire, il entre en internat militaire à 13 ans puis décide de faire un apprentissage en cuisine à Saint-Brieuc formé par Roland  Pariset.
En 1993 il est lauréat du Meilleur Apprenti Cuisinier de Bretagne à tout juste 18 ans. Il obtient son CAP de cuisine la même année, déménage à Paris et commence à travailler en tant que commis au Pavillon Ledoyen sous la direction de Ghislaine Arabian. Il gravit rapidement tous les grades jusqu'à chef de partie et officie pendant plusieurs années au restaurant Le Meurice sous Marc Marchand, au Taillevent sous Philippe Legendre puis Michel Del Burgo et au Cinq avec Philippe Legendre.

## Carrière

### Chef cuisinier
En 2001, il effectue l'ouverture du restaurant parisien de Ghislaine Arabian en tant que second de cuisine. Un an plus tard au départ de Ghislaine Arabian, il accède au rang de chef du restaurant,.
L'établissement est rebaptisé Le Seize au Seize et le chef y obtient sa première étoile Michelin à 27 ans.
En 2003, il est le chef cuisinier privé du régent du royaume saoudien, le Prince Abdallah Al-Saoud lors de son séjour en Suisse à l'occasion du Sommet du G8 à Évian-les-Bains.[réf. nécessaire]

### École Robuchon
Joël Robuchon lui demande d'ouvrir et de diriger son nouveau restaurant La Table de Joël Robuchon.
Deux nouvelles consécrations suivent très vite : la première étoile au Guide Michelin en 2004 et la deuxième étoile en 2005.
Frédéric Simonin part à Londres dès l'été 2006 pour ouvrir les restaurants L'Atelier de Joël Robuchon et La Cuisine de Joël Robuchon qui obtiennent chacun une étoile Michelin sous sa direction.
Au Royaume-Uni, en 2007, il gagne plusieurs titres dont Menu of the Year des Catey Awards, It Room des Tatler Restaurant Awards, et Best new French restaurant du Guide Zagat.

### Retour parisien
En avril 2010, il ouvre son propre restaurant à Paris,.
En 2011, le Guide Pudlowski le nomme Chef de l'Année et le Guide Michelin lui attribue une première étoile un an après l'ouverture de l'établissement.
Il se qualifie pour la finale du concours MOF, classe cuisine-gastronomie, en novembre 2014.
Les parrains de la première édition du festival Taste of Paris, Alain Ducasse et Joël Robuchon l'intègrent parmi les 14 chefs sélectionnés.
En janvier 2016, Frédéric Simonin reçoit d'Anne Hidalgo, Maire de Paris, la Médaille Grand Vermeil qui récompense les chefs étoilés contribuant au rayonnement de l'art culinaire français.[réf. nécessaire]
Frédéric Simonin est également consultant pour Unilever Food Solutions.
Depuis 2020, Frédéric Simonin est également consultant pour le groupe Fleury Michon.
Depuis 2023, il collabore avec Air France pour préparer les menus "signature" en Premium Economy long-courrier.

## Récompenses culinaires
2003 
- Prix Spécial du Jury par le Trophée Jean Maire

2004
- Jeune Chef de l'Année par le Guide Pudlowski[5]

2005
- Événement de l'Année par le Guide Pudlowski

2007
- Best new French restaurant par le Guide Zagat
- It Room par les Tatler Awards
- Menu of the Year par les Catey Awards

2010
- Tremplin de l'Année par le Trophée du magazine Le Chef

2011
- Chef de l'Année par le Guide Pudlowski[14]

2012
- Jeune Chef de l'Année par le Guide Champérard

2016
- Médaille Grand Vermeil  de la Ville de Paris

2022
- Prix Gault et Millau, Trophée de l'excellence culinaire

## Interventions et représentations culinaires
- 1996 : Semaine gastronomique, Restaurant Seehaus, Allemagne
- 1998 : Quinzaine gastronomique, Dorchester Hotel, Londres, Royaume-Uni
- 2011 : Quinzaine gastronomique, Hotel Okura, Tokyo, Japon
- 2012 : Quinzaine gastronomique, Hotel Okura, Tokyo, Japon
- 2013 : Parrainage, Lycée hôtelier La Renaissance, Ile de la Réunion
- 2013 : Fund-raising Rotary Club Ambassadeurs, Madagascar
- 2014 : Dizaine gastronomique, Hotel Sofitel Zallaq, Manama, Bahreïn
- 2015 : Dizaine gastronomique, Al Faisaliah Hotel, Riyad, Arabie Saoudite
- 2015 : Dizaine gastronomique, VIE Hotel Gallery, Bangkok, Thaïlande
- 2015 : Taste of Paris, Paris, France
- 2015 : Dizaine gastronomique, Hotel Okura, Tokyo, Japon

## Distinctions
- Officier de l'ordre du Mérite agricole (2025)[15]
- Chevalier de l'ordre du Mérite agricole (2018)